# Stipa inebrians
Stipa inebrians är en gräsart som beskrevs av Henry Fletcher Hance. Stipa inebrians ingår i släktet fjädergrässläktet, och familjen gräs. Inga underarter finns listade i Catalogue of Life.